# Gana

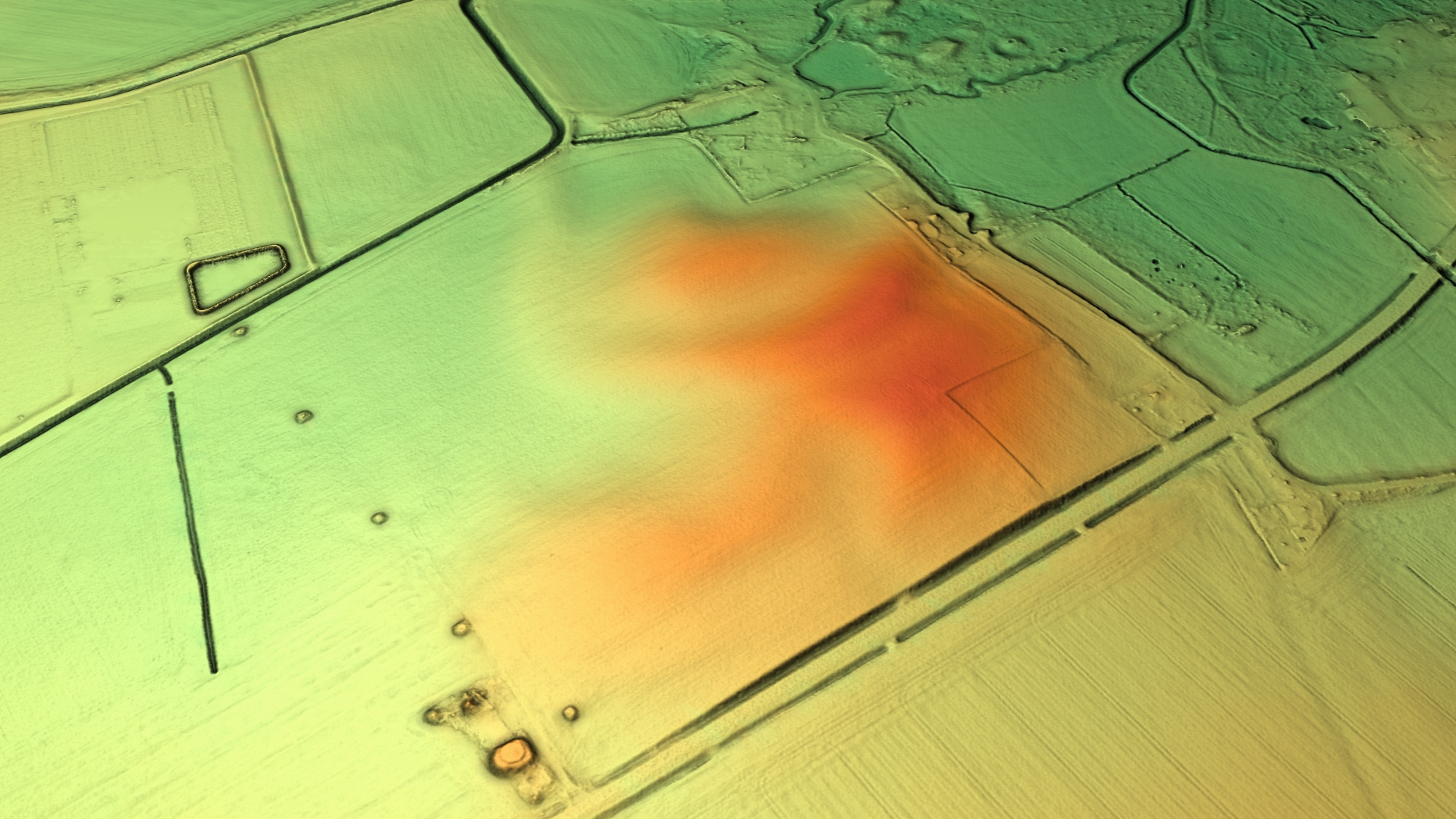
3D-Ansicht des digitalen Geländemodells

Mit dem Namen Burg Gana wird die Hauptburg des slawischen Stammes der Daleminzier bezeichnet. Die Burg wurde erstmals um 960 in der Sachsengeschichte des sächsischen Mönchs Widukind von Corvey zu 929 erwähnt, dem Jahr, in dem sie von König Heinrich I. während seines Slawenfeldzugs zerstört wurde. Demnach soll die Burg bei ihrer Belagerung zunächst 20 Tage gehalten worden sein. „Die Beute aus der Burg überließ Heinrich I. den Kriegern, alle Erwachsenen wurden niedergemacht, die Knaben und Mädchen behielten ihr Leben für die Gefangenschaft.“
Die alten Burganlagen wurden über viele Jahre intensiv in der gesamten Region gesucht. Aufgrund umfangreicher geophysikalischer Untersuchungen im Jahr 2003 wird die geografische Lage bei Stauchitz in der Nähe der Pappmühle am kleinen Fluss Jahna im heutigen Landkreis Meißen vermutet, wo erste Ausgrabungen und Vermessungen bereits in den 1920er und 1970er Jahren stattfanden. Auch der Name des Flusses deutet auf einen Ort namens Gana hin.
Auf Luftbildern des vermuteten Ortes sind Umrisse der ehemaligen Burg zu erkennen. Im Zentrum eines über längere Zeit in mehreren Abschnitten nach außen erweiterten, früher möglicherweise bis zu 12 Meter hohen Ringwalls, der mit einer massiven Holzkastenkonstruktionen und einer hölzernen Palisade befestigt war, gab es einen annähernd quadratischen 75 × 75 m großen Hof mit Spuren zahlreicher Grubenhäuser, der von einem Graben umgeben war. Aus dem 10. Jahrhundert stammen deutliche Brandspuren, die auf eine gewaltsame Zerstörung hindeuten. In der Nähe fand sich ein jungsteinzeitliches Hockergrab.
In den letzten Jahrzehnten wurde der im 19. Jahrhundert noch deutlich sichtbare Hügel bereits stark zerpflügt und eingeebnet. Eine neue Bodenuntersuchung 2013/14 sollte Hinweise darauf geben, ob und wie die Anlage erhalten werden kann.
Bereits 1929 feierte man im nahegelegenen Dorf Jahna schon einmal das tausendjährige Jubiläum. An der Eiche in unmittelbarer Nähe zur Dorfkirche (mit bemerkenswerter gemalter Kastendecke) wurde ein Felsstein abgelegt mit der eingemeißelten Jahreszahl 929 – 1929.
Nicht weit entfernt befand sich auch das Hauptheiligtum der Daleminzier: die heilige Quelle Glomuci.